# Montañas San Elías
La montañas [de] San Elías (en inglés: Saint Elias Mountains) son una cadena montañosa norteamericana que forma parte del conjunto de las cadenas costeras del Pacífico, y que está localizada entre los Estados Unidos (estado de Alaska) y Canadá (en el territorio del Yukón y la provincia de la Columbia Británica).  Son las montañas costeras más altas del mundo.
Una de las cumbres de estas montañas, el monte Fairweather es la montaña más alta de la Columbia Británica.
Estas montañas deben el nombre al monte San Elías, que fue llamado así por el explorador danés Vitus Bering en honor ala fiesta de San Elías en 1741.
| Monte             | Altitud | Situación                 |
| ----------------- | ------- | ------------------------- |
| Monte Logan       | 5959    | Yukón                     |
| Monte San Elías   | 5489    | Alaska-Yukón              |
| Monte Lucania     | 5226    | Yukón                     |
| Pico King         | 5173    | Yukón                     |
| Monte Steele      | 5073    | Yukón                     |
| Monte Bona        | 5005    | Alaska                    |
| Monte Wood        | 4842    | Yukón                     |
| Monte Vancouver   | 4812    | Yukón                     |
| Monte Churchill   | 4766    | Alaska                    |
| Monte Slaggard    | 4742    | Yukón                     |
| Monte Macaulay    | 4690    | Yukón                     |
| Monte Fairweather | 4671    | Alaska-Columbia Británica |
| Monte Hubbard     | 4577    | Yukón                     |
| Monte Bear        | 4520    | Alaska                    |
| Monte Walsh       | 4507    | Yukón                     |
| Monte Alverstone  | 4439    | Alaska-Yukón              |
| Pico University   | 4410    | Alaska                    |
| Pico McArthur     | 4389    | Yukón                     |
| Monte Augusta     | 4289    | Alaska-Yukón              |
| Monte Cook        | 4196    | Alaska-Yukón              |